# Габриак (Аверон)
Габриа́к (фр. и окс. Gabriac) — коммуна во Франции, находится в регионе Окситания. Департамент — Аверон. Входит в состав кантона Бозуль. Округ коммуны — Родез.
Код INSEE коммуны — 12106.
Коммуна расположена приблизительно в 500 км к югу от Парижа, в 145 км северо-восточнее Тулузы, в 21 км к юго-востоку от Родеза.

## Население
Население коммуны на 2008 год составляло 450 человек.
| 1962 | 1968 | 1975 | 1982 | 1990 | 1999 | 2008 |
| ---- | ---- | ---- | ---- | ---- | ---- | ---- |
| 453  | 518  | 470  | 416  | 403  | 446  | 450  |

## Администрация
| Период | Период | Фамилия        | Партия | Примечание |
| ------ | ------ | -------------- | ------ | ---------- |
| 2001   | 2008   | Жан Кабролье   |        |            |
| 2008   |        | Николя Бессьер |        |            |

## Экономика
В 2007 году среди 276 человек в трудоспособном возрасте (15—64 лет) 212 были экономически активными, 64 — неактивными (показатель активности — 76,8 %, в 1999 году было 72,1 %). Из 212 активных работали 208 человек (117 мужчин и 91 женщина), безработных было 4 (1 мужчина и 3 женщины). Среди 64 неактивных 20 человек были учениками или студентами, 22 — пенсионерами, 22 были неактивными по другим причинам.

## Достопримечательности
- Замок Толе (XIII век). Памятник истории с 1946 года[3]
- Церковь Сент-Африк-дю-Кос (XII век). Памятник истории с 1941 года[4]

## Фотогалерея
- Церковь Сент-Африк-дю-Кос
- Карта коммуны